# Kopparskiffer

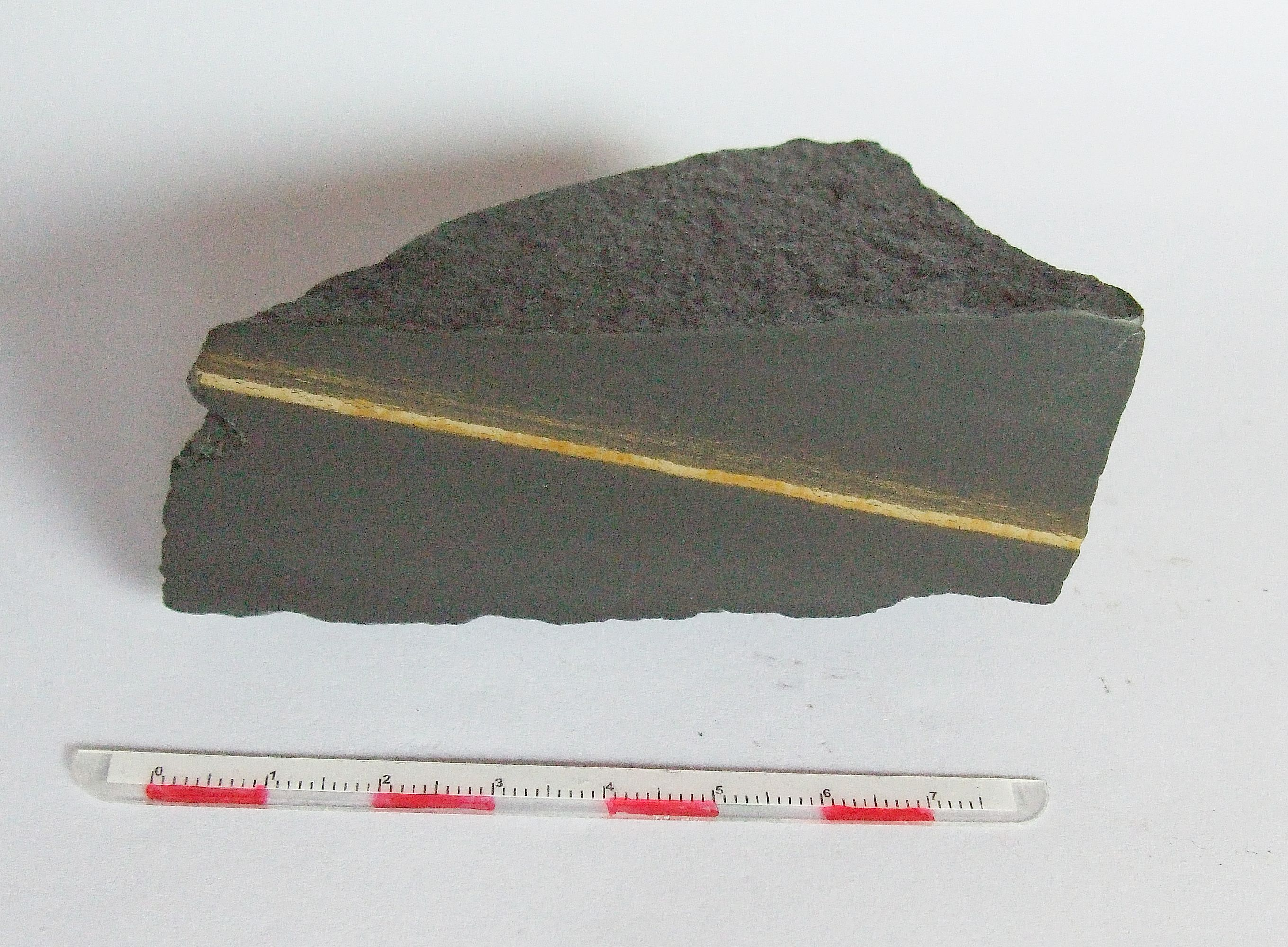
Slipat stycke av kopparskiffer från Mansfeld-området med "Erzlineal" troligen av kopparkis (kopparsvavelkis).

Kopparskiffer är en bituminös märgelskiffer i vilken olika kopparhaltiga mineral är insprängda, såsom kopparglans, kopparkis, brokig kopparmalm, malakit och azurit. Dessutom förekommer sporadiskt en rad andra mineral, bland annat svavelkis och gediget silver.
Karaktäristiskt för fyndigheter av kopparskiffer i bland annat tyska Thüringen är den stora mängd fossila fiskrester och växtdelar som finns i mineralet, mineralet härrör huvudsakligen från Zechstein under Perm.

## Användning
Skiffern är svart och mineralkornen i sällsynta fall synliga för blotta ögat. Den tillhör den översta delen av permformationen och har i avsevärd omfattning använts som kopparmalm i Mansfeld-Eisleben.
Trots mineralets låga metallhalter (2 – 3 % koppar och 0,02 % silver) producerades vid Mansfeld 20 000 – 25 000 ton koppar och cirka 100 ton silver i mitten av 1900-talet.